# Guzmania patula
Guzmania patula är en gräsväxtart som beskrevs av Carl Christian Mez och Karl Carl Wercklé. Guzmania patula ingår i släktet Guzmania och familjen Bromeliaceae. Inga underarter finns listade i Catalogue of Life.